# Nathan Fielder
Nathan Joseph Fielder (Vancouver, 12 maggio 1983) è un comico, attore e produttore cinematografico canadese.
È principalmente noto per aver co-creato, diretto e interpretato per il canale Comedy Central il reality-show parodia Nathan for you (2013-2017), il "mokumentary" HBO The Rehearsal (2022) e la serie Showtime The Curse (2023) con Emma Stone.
È stato inoltre produttore esecutivo dello show HBO How to with John Wilson (2020–2023).
Nel 2023 Fielder è stato inserito nella lista dei 100 uomini più influenti del mondo dal magazine Time.

## Biografia

### Primi anni e educazione
Nathan Joseph Fielder è di origini ebree, nato a Vancouver il 12 Maggio del 1983, da Derb e Eric Fielder.
Ha frequentato la Point Grey Secondary School, ove era membro del gruppo di improvisazione comica della scuola, all'interno del quale ha conosciuto il comico Seth Rogen. Durante l'adolescenza accompagnava gli studi al lavoro di mago.
Ha studiato economia all'Università di Victoria, dove si è laureato nel 2005. Si è poi trasferito a Toronto e si è iscritto al un corso di comicità e scrittura all'Humber College.
Ha lavorato brevemente come broker prima di dedicarsi alla carriera di comico.

### Vita privata
Fielder si è sposato nel 2011 con Sarah Ziolkowska. La coppia ha divorziato nel 2014.
Sulla sua Green card per lavoro negli Stati Uniti è erroneamente segnato come una donna. Attualmente vive a Silver Lake (Los Angeles).
Fielder si definisce un Ebreo "non particolarmente religioso". Entrambi i suoi show Nathan for You e The Rehearsal contengono temi relativi al giudaismo moderno, all'antisemitismo, al Negazionismo dell'Olocausto e al Conflitto israelo-palestinese.

## Filmografia

### Film
| Anno | Titolo                         | Ruolo                   | Notes                                               |
| ---- | ------------------------------ | ----------------------- | --------------------------------------------------- |
| 2006 | Morris                         | sceneggiatore e regista | cortometraggio                                      |
| 2010 | Kelly 5-9                      | regista                 | cortometraggio                                      |
| 2011 | Way Up There                   | scrittore e co-regista  | cortometraggio                                      |
| 2012 | Buyer's Market                 | regista                 | cortometraggio                                      |
| 2013 | The Web                        | Manager                 | cortometraggio; sceneggiatore, regista e produttore |
| 2015 | The Night Before               | Joshua                  |                                                     |
| 2017 | The Disaster Artist            | Kyle Vogt               |                                                     |
| 2021 | Marcel the Shell with Shoes On | Justin                  |                                                     |

### Televisione
| Anno          | Titolo                               | Ruolo                                  | Notes                                                              |
| ------------- | ------------------------------------ | -------------------------------------- | ------------------------------------------------------------------ |
| 2007          | Canadian Idol                        |                                        | regista di segmenti                                                |
| 2008–09       | This Hour Has 22 Minutes             | Nathan                                 | 9 episodi                                                          |
| 2011          | Important Things with Demetri Martin | vari personaggi                        | regista di segmenti                                                |
| 2011          | Jon Benjamin Has a Van               | Nathan                                 | 10 episodi e produttore consulente                                 |
| 2011          | Nick Swardson's Pretend Time         | Dan Hyannis                            | Episodio: "Legalize Meth"                                          |
| 2012 – 15     | Bob's Burgers                        | Jordan (voce) / Nathan (voce)          | 2 episodi                                                          |
| 2013–14       | Drunk History                        | Bob Woodward                           | 2 episodi                                                          |
| 2013–15       | Kroll Show                           | Tommy Rothchild / Douglas Dubois / Gil | 3 episodi                                                          |
| 2013–17       | Nathan for You                       | se stesso                              | creatore, sceneggiatore, regista e produttore esecutivo            |
| 2014          | The League                           | Evan                                   | Episodio: "When Rafi Met Randy"                                    |
| 2015          | The Simpsons                         | Doug Blattner (voce)                   | Episodio: "Sky Police"                                             |
| 2015          | Childrens Hospital                   | Matthew Hauser                         | Episodio: "Sperm Bank Heist"                                       |
| 2015          | Rick and Morty                       | Kyle (voce)                            | Episodio: "The Ricks Must Be Crazy"                                |
| 2015          | The Grinder                          | Officer Collins                        | Episodio: "Buckingham Malice"                                      |
| 2016          | Animals.                             | DJ Lab Rat (voce)                      | Episodio: "Rats"                                                   |
| 2016          | Comedy Bang! Bang!                   | se stesso                              | Episodio: "Nathan Fielder Wears a Blue and Grey Flannel and Jeans" |
| 2016          | Transparent                          | Seth                                   | Episodio: "When the Battle Is Over"                                |
| 2016          | David: Story of David                | David                                  | Web serie                                                          |
| 2017          | Tour de Pharmacy                     | Stu Ruckman                            | film per la TV                                                     |
| 2018          | Who Is America?                      |                                        | produttore consulente e co-regista (episodio 2; episodio 4)        |
| 2020–2023     | How to with John Wilson              |                                        | produttore esecutivo                                               |
| 2021          | Saturday Morning All Star Hits!      | Corbee                                 | Episodio: "Tape 8: LIVE!"                                          |
| 2022–in corso | The Rehearsal                        | se stesso                              | creatore, produttore esecutivo, sceneggiatore, regista             |
| 2023          | The Curse                            | Asher                                  | protagonista; co-creatore, sceneggiatore e regista                 |

## Riconoscimenti

### Nathan for You
- 2016: candidato ai Writers Guild of America Award nella categoria commedie
- 2017: candidato ai Writers Guild of America Award nella categoria commedie per l'episodio "A celebration"
- 2018: vincitore ai Writers Guild of America Award nella categoria commedie

### Who is America?
- 2018: candidato ai Directors Guild of America Award per la regia
- 2019: candidato ai Primetime Emmy Awards per la regia

### The Rehearsal
- 2022: vincitore agli Independent Spirit Awards come migliore documentario o serie senza sceneggiatura

## Doppiatori italiani
Nelle versioni in italiano delle opere in cui ha recitato, Nathan Fielder è stato doppiato da:
- Emiliano Reggente in The Curse
- Luca Pernisco in The Disaster Artist
- Valerio Amoruso in Transparent